# Dandong
Dandong is een stad in de gelijknamige prefectuur in het oosten van de noordoostelijke provincie Liaoning, Volksrepubliek China. De stad ligt aan de Yalurivier, aan de grens met Noord-Korea.
Bij de volkstelling van 2020 had de stad 748.983 inwoners, de gehele prefectuur had 2.188.436 inwoners.

## Klimaat
Het klimaat wordt beïnvloed door moessons. Het heeft een vochtig continentaal klimaat, Dwa volgens de klimaatclassificatie van Köppen. In de winter, van eind november tot en met eind maart, waait een koude en droge wind vanuit Siberië waarmee het temperend effect van de dichtbijgelegen zee wordt weggedrukt. In januari ligt de gemiddelde temperatuur op -7°C. De zomers zijn heet en nat en de wind waait vooral uit het zuidoosten vanaf de Stille Oceaan. Juli en augustus zijn het warmst met een gemiddelde temperatuur van 23 °C. Dit zijn gelijk ook de natste maanden met veel neerslag.
| Maand                                     | jan   | feb  | mrt  | apr  | mei  | jun  | jul  | aug  | sep  | okt  | nov  | dec  | Jaar |
| ----------------------------------------- | ----- | ---- | ---- | ---- | ---- | ---- | ---- | ---- | ---- | ---- | ---- | ---- | ---- |
| Gemiddeld maximum (°C)                    | −2,3  | 1,1  | 7,2  | 14,6 | 20,0 | 24,1 | 26,7 | 27,8 | 23,8 | 16,9 | 7,7  | 0,1  | 14,0 |
| Gemiddeld minimum (°C)                    | −11,4 | −8,6 | −2,4 | 4,1  | 10,2 | 15,9 | 20,3 | 20,1 | 13,7 | 6,3  | −1,2 | −8,3 | 4,9  |
|                                           |       |      |      |      |      |      |      |      |      |      |      |      |      |
| Neerslag (mm)                             | 7     | 9    | 18   | 46   | 73   | 108  | 252  | 218  | 105  | 49   | 28   | 13   | 926  |
| Bron: China Meteorological Administration |       |      |      |      |      |      |      |      |      |      |      |      |      |

## Verkeer
De stad speelt een belangrijke rol in de handel met buurland Noord-Korea. Aan de linkeroever van de Yalu ligt de Noord-Koreaanse stad Sinuiju en tussen de twee steden ligt de Chinees-Noord-Koreaanse Vriendschapsbrug. Tijdens de Koreaanse Oorlog werd de brug door luchtbombardementen vernield. Naast de nog steeds vernielde brug is een spoorwegbrug aangelegd, deze wordt ook door vrachtwagens gebruikt. De brug is te smal en alleen eenrichtingsverkeer is mogelijk. Dit leidt tot lange files en wachttijden voor het vrachtverkeer dat over de brug wil. In 2011 is de bouw van een tweede brug gestart, de Nieuwe Yalubrug. Deze tuibrug is in oktober 2014 gereed gekomen, maar kan nog niet worden gebruikt omdat de toegangswegen in Noord-Korea ontbreken.

## Galerij

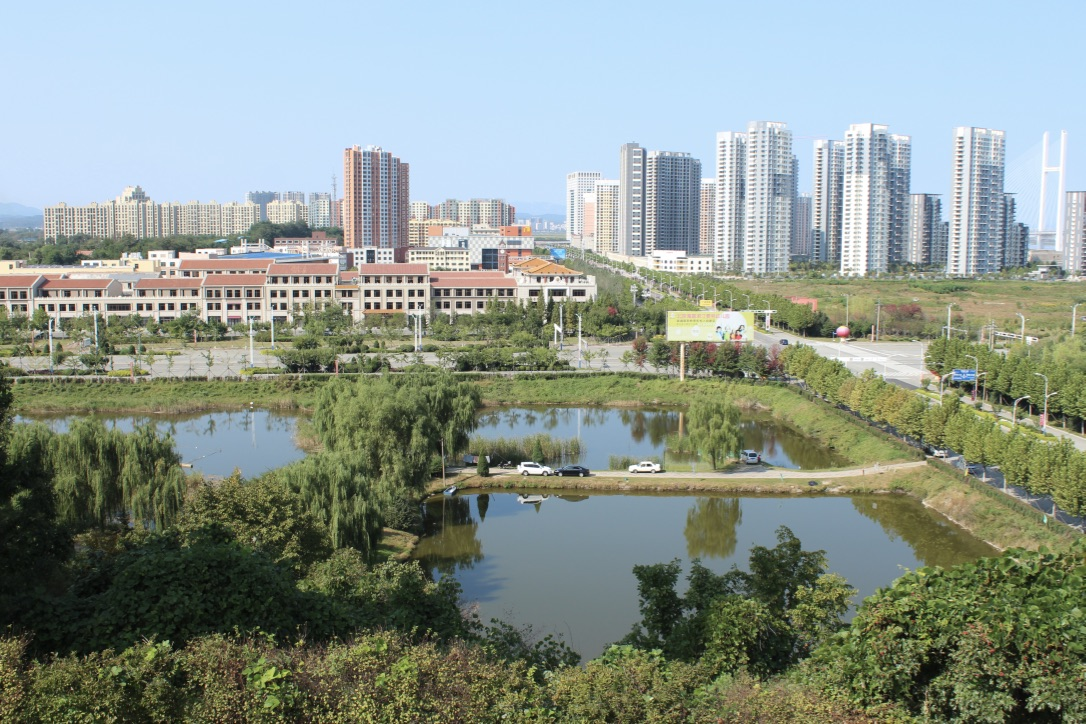
Vanaf Dengtashan Park
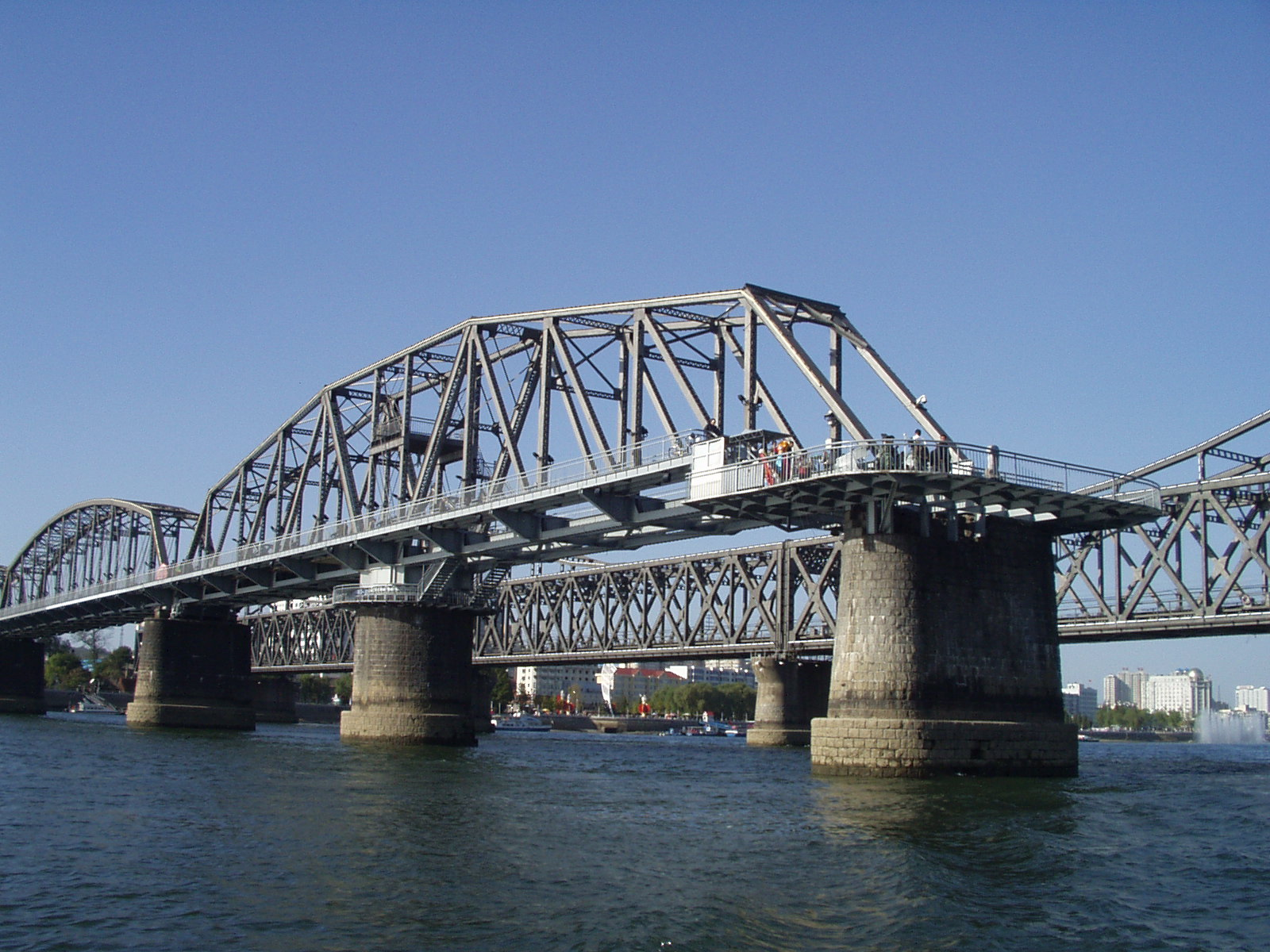
Vernielde brug over de Yalu
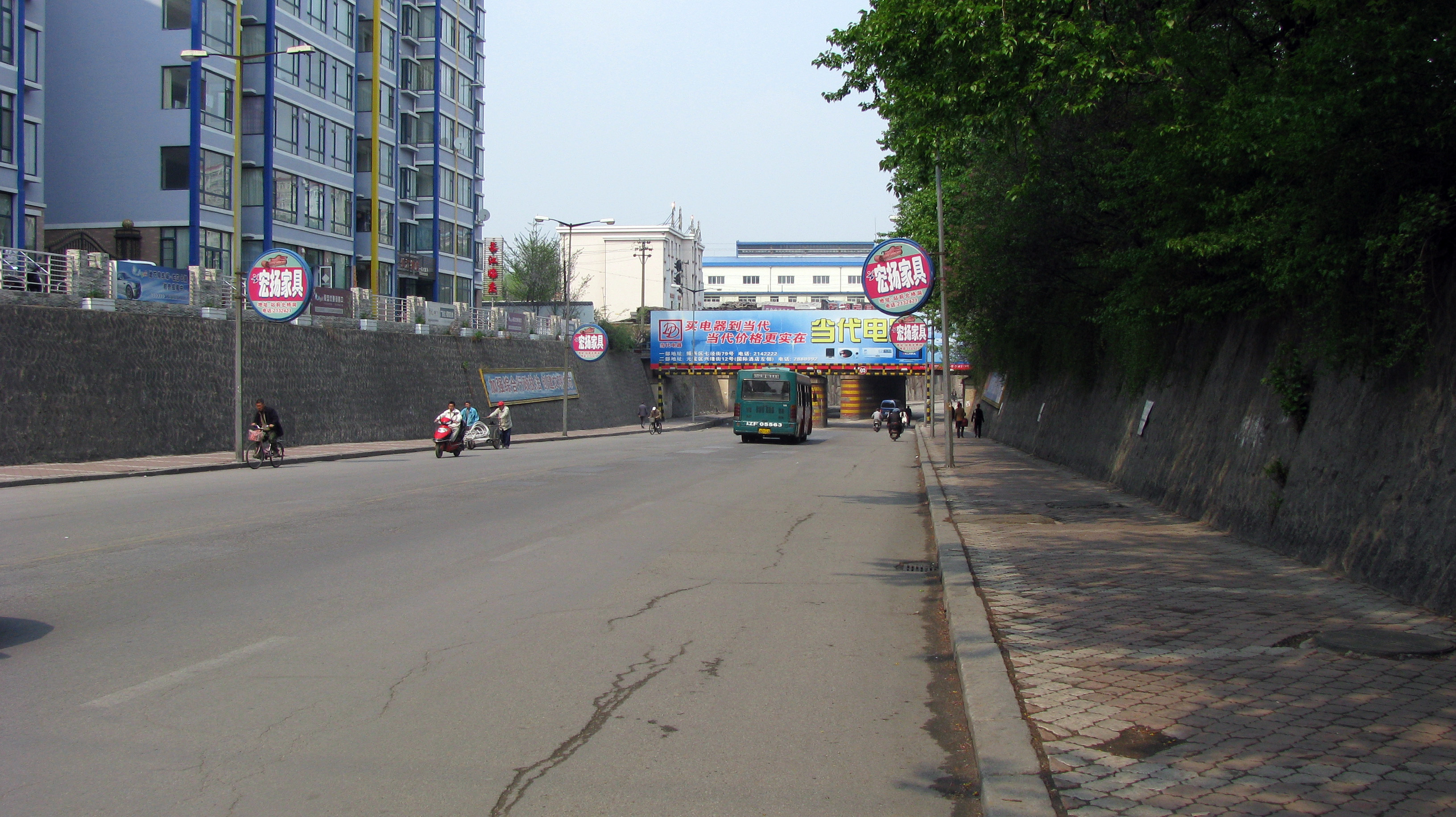
Straat
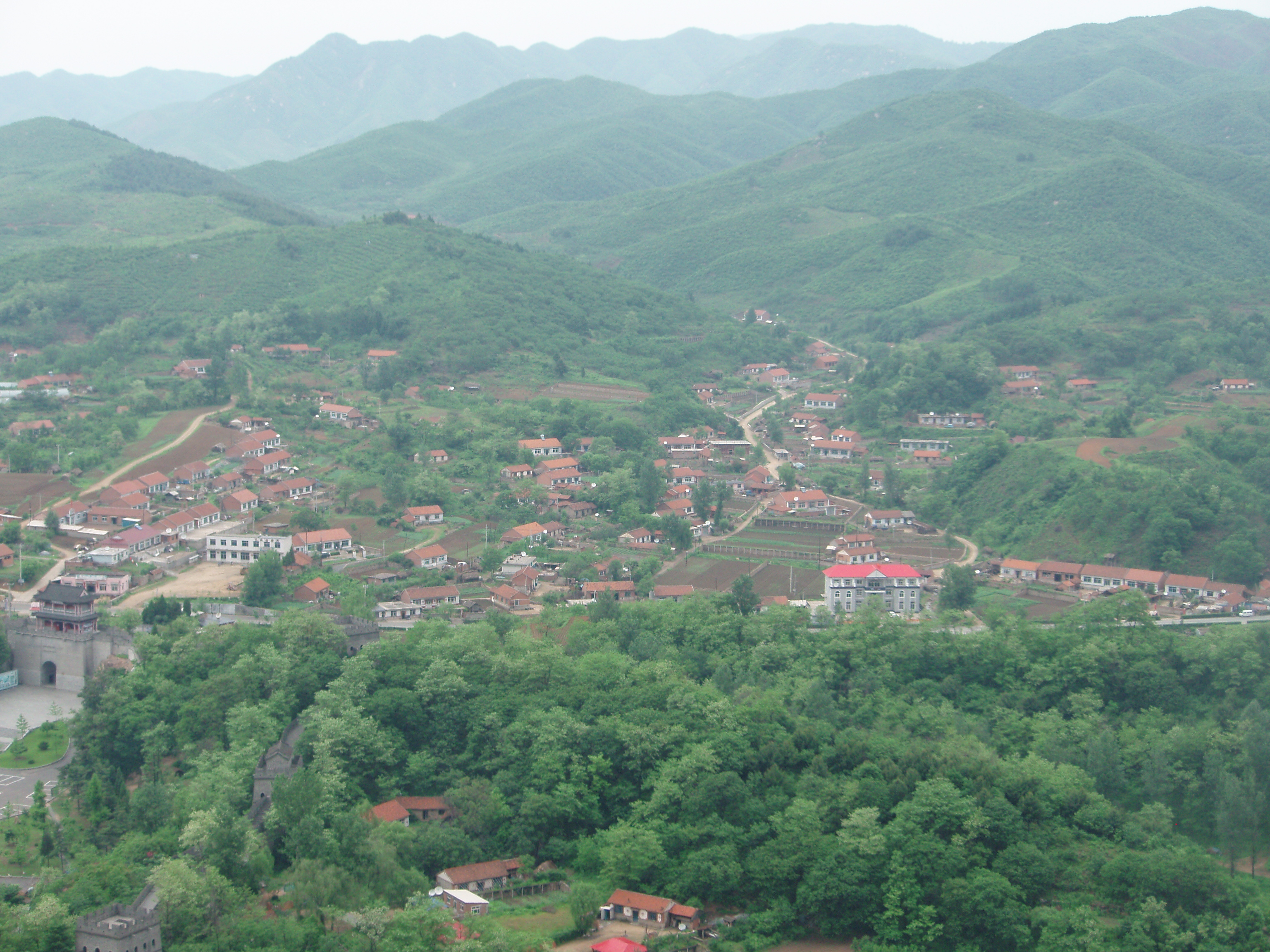
Dorp net buiten Dandong
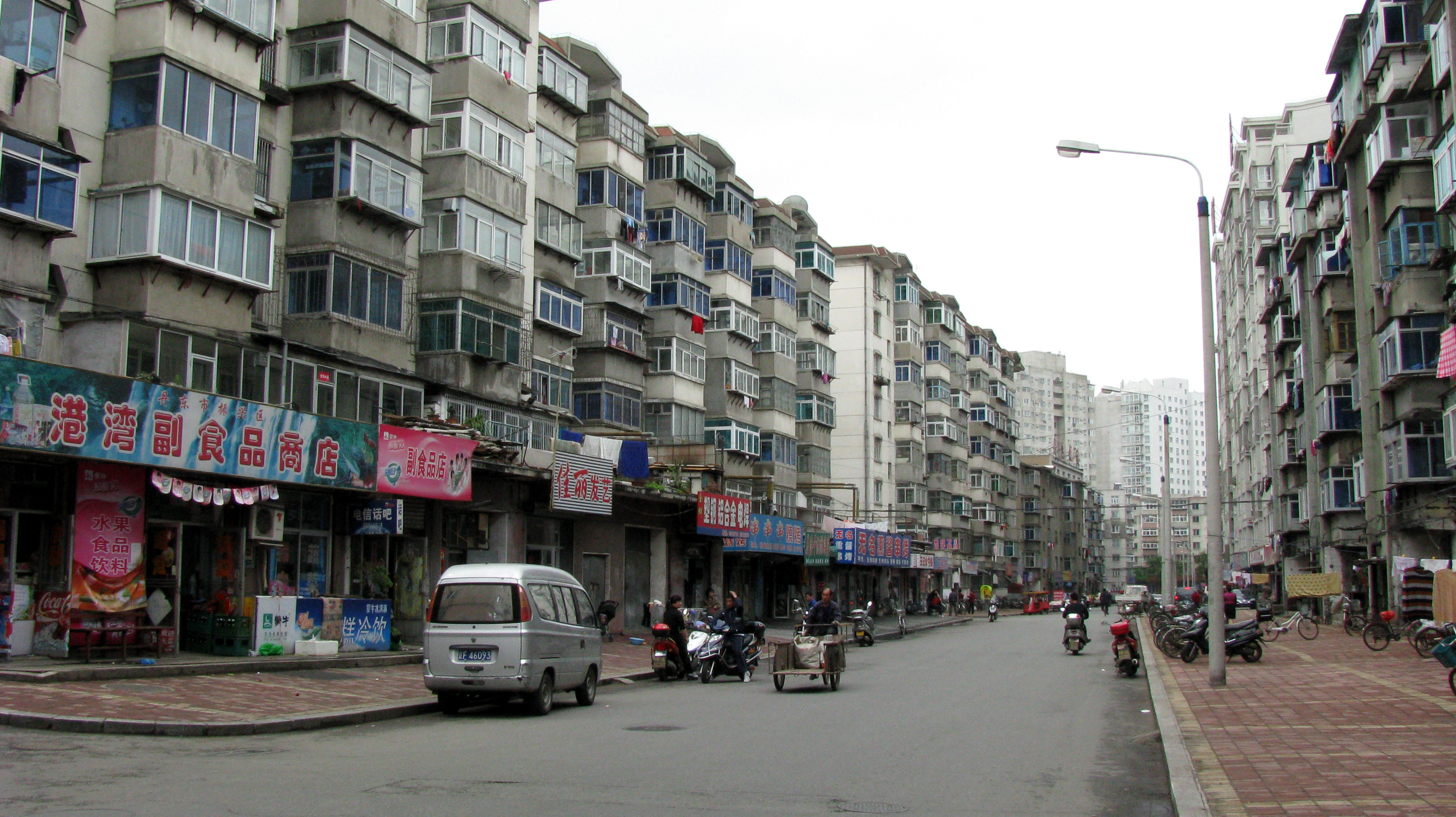
De straat GangWan
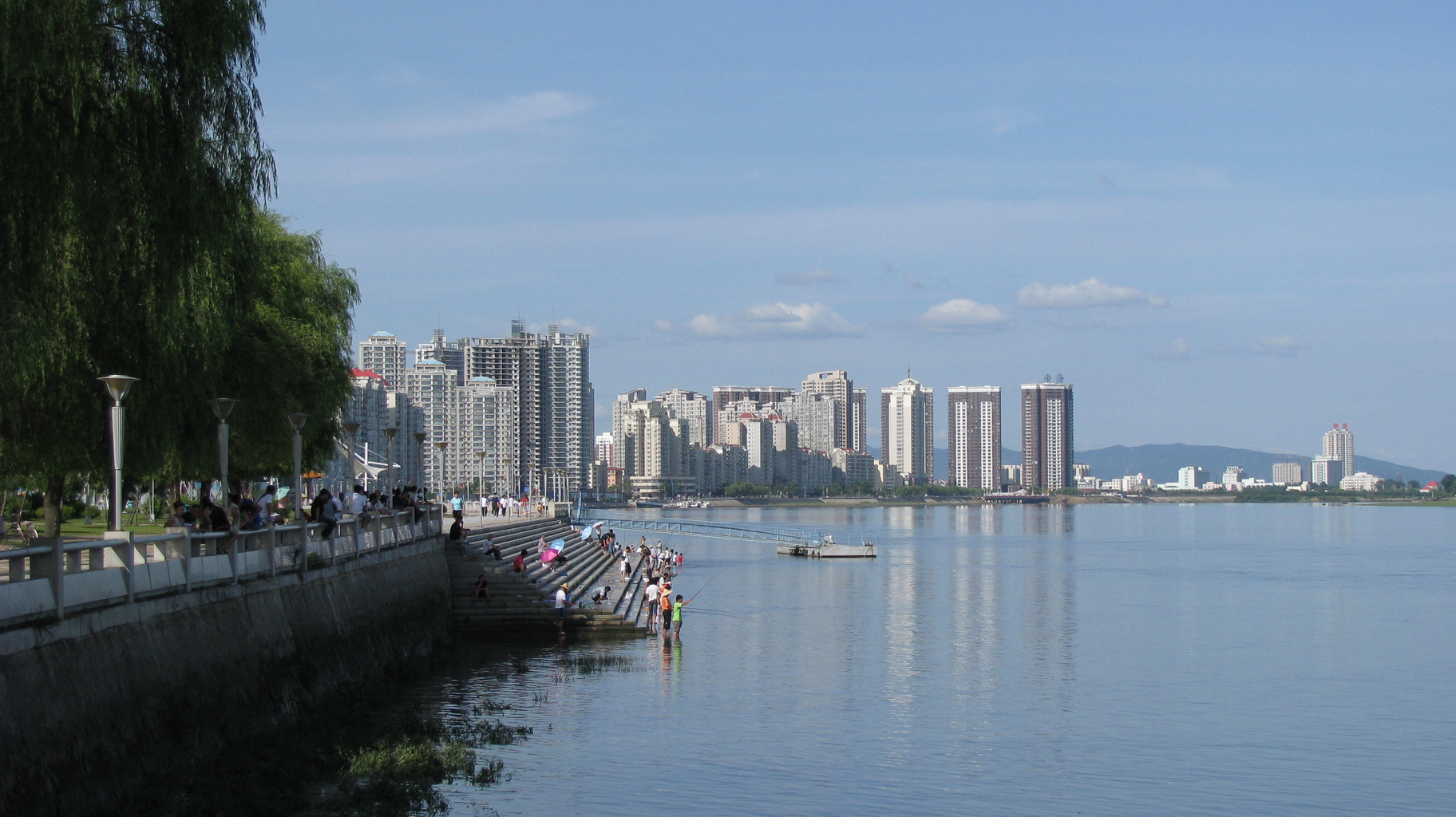